# Les Monts du Roumois
Les Monts du Roumois ist eine französische Gemeinde mit 1.609 Einwohnern (Stand: 1. Januar 2022) im Département Eure in der Region Normandie. Sie gehört zum Arrondissement Bernay sowie zum Kanton Grand Bourgtheroulde und ist Mitglied im Gemeindeverband Roumois Seine. 

## Geografie
Les Monts du Roumois liegt etwa 25 Kilometer südwestlich von Rouen. Umgeben wird Les Monts du Roumois von den Nachbargemeinden Flancourt-Crescy-en-Roumois im Norden, Grand Bourgtheroulde im Norden und Osten, Saint-Pierre-du-Bosguérard im Osten und Südosten, La Haye-du-Theil im Südosten, Le Bosc du Theil im Süden, Saint-Éloi-de-Fourques im Südwesten, Saint-Denis-des-Monts im Westen und Südwesten sowie Thénouville im Westen.

## Geschichte
Zum 1. Januar 2017 wurden die bis dahin eigenständigen Kommunen Berville-en-Roumois, Bosguérard-de-Marcouville und Houlbec-près-le-Gros-Theil zur neuen Gemeinde (commune nouvelle) Les Monts du Roumois zusammengeschlossen. Der Sitz dieser neu geschaffenen Gebietskörperschaft befindet sich im Ortsteil Berville-en-Roumois. 

## Gliederung
| Ortsteil                              | ehemaliger INSEE-Code | Fläche (km²) | Einwohnerzahl (2022) |
| ------------------------------------- | --------------------- | ------------ | -------------------- |
| Berville-en-Roumois (Verwaltungssitz) | 27062                 | 09,25        | 880                  |
| Bosguérard-de-Marcouville             | 27092                 | 12,00        | 639                  |
| Houlbec-près-le-Gros-Theil            | 27344                 | 02,56        | 090                  |

## Sehenswürdigkeiten

### Berville-en-Roumois
- Kirche Saint-Paer

### Bosguérard-de-Marcouville
- Schloss La Mésangère, seit 2008 Monument historique

### Houlbec-près-le-Gros-Theil
- Kirche Notre-Dame von 1431
- Schloss Le Houlbec

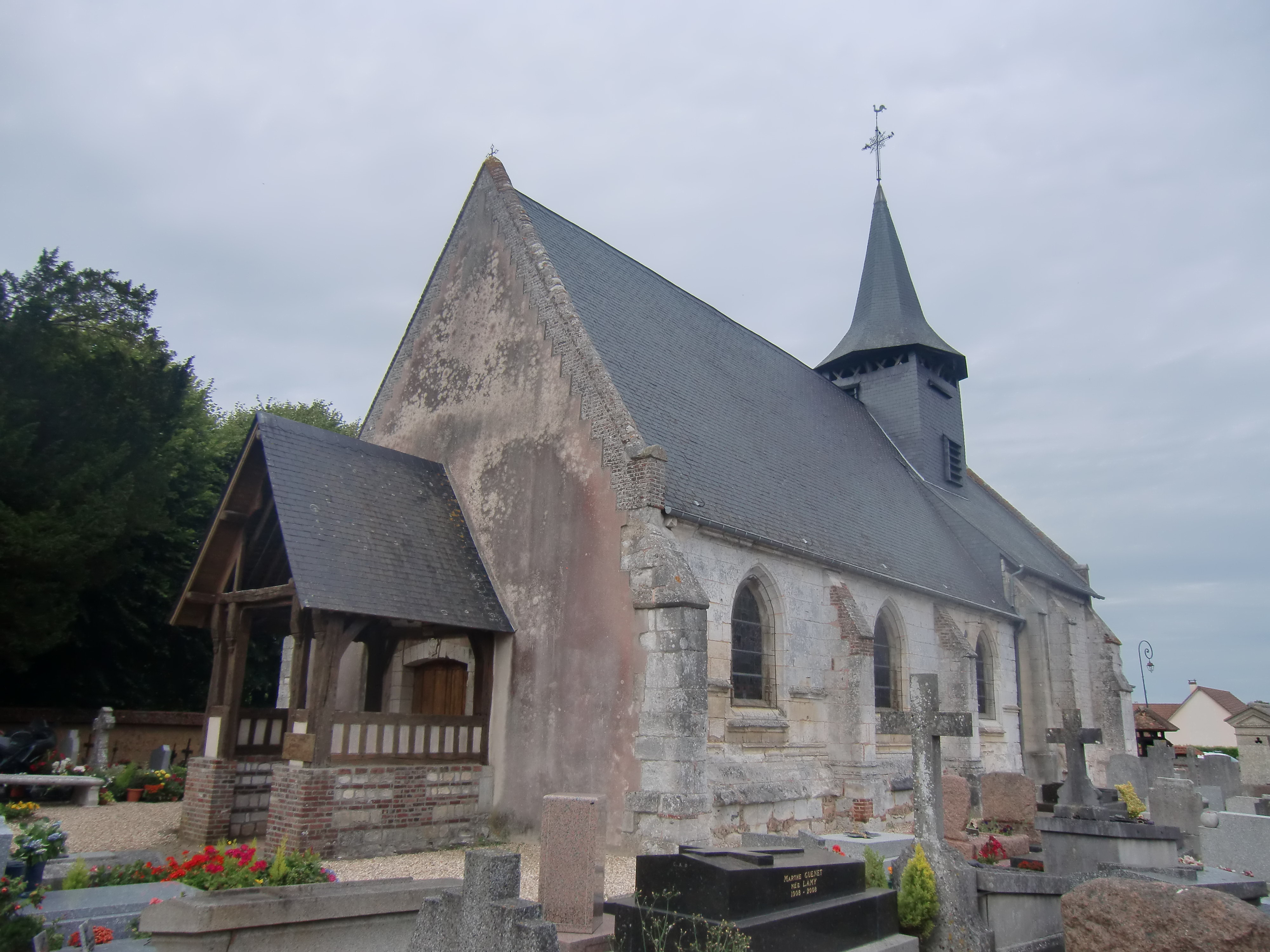
Kirche Saint-Paer
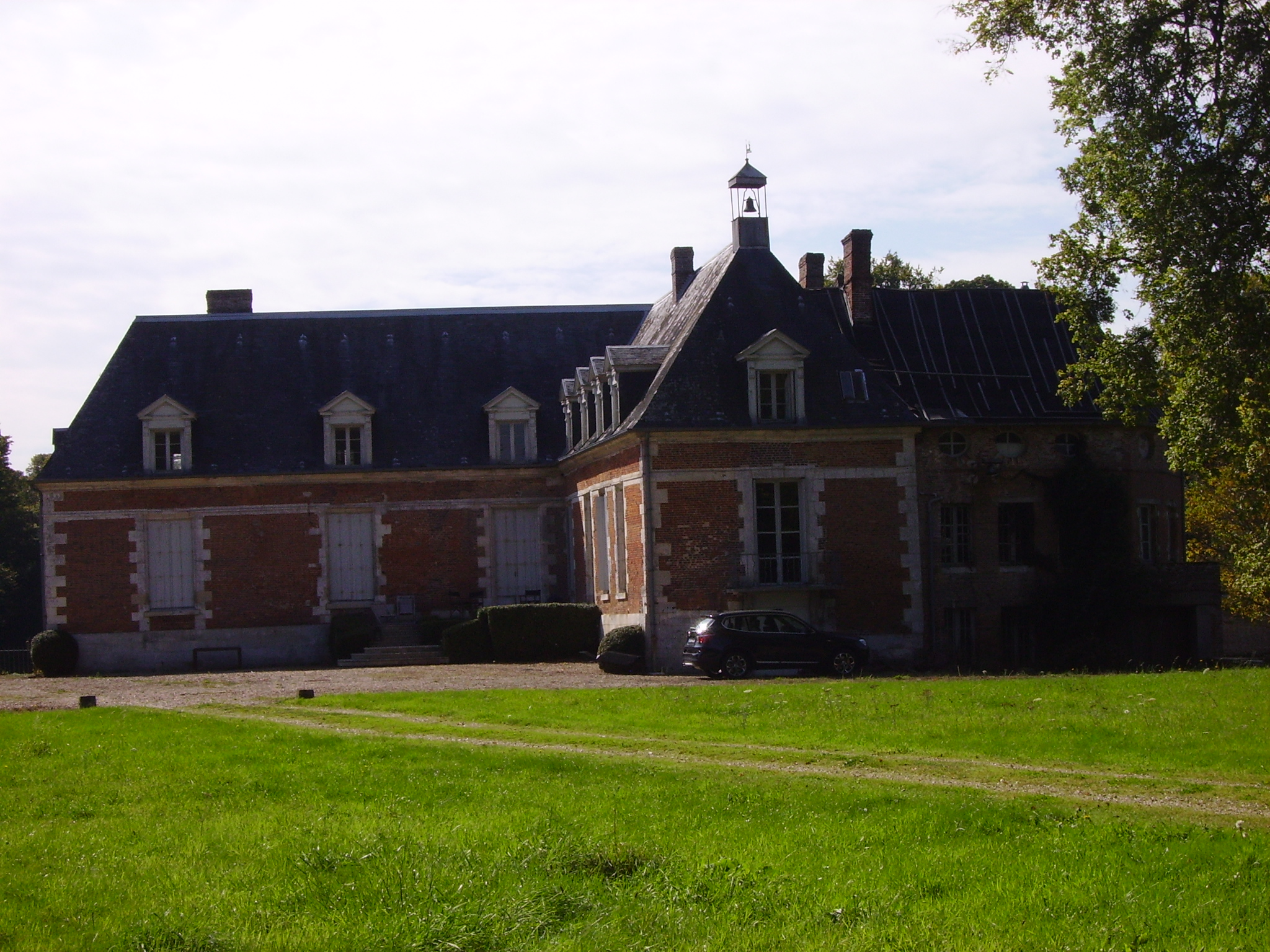
Schloss La Mésangère
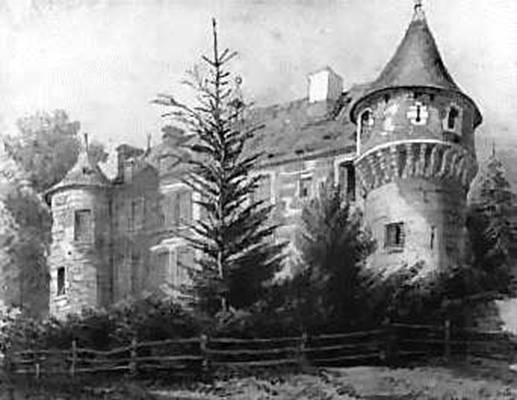
Schloss Le Houlbec